# Brachythecium laevipes
Brachythecium laevipes är en bladmossart som beskrevs av Jules Cardot och Thériot in Thériot 1906. Brachythecium laevipes ingår i släktet gräsmossor, och familjen Brachytheciaceae. Inga underarter finns listade i Catalogue of Life.